# Cremnophila sedakovella
Cremnophila sedakovella is een vlinder uit de familie snuitmotten (Pyralidae). De wetenschappelijke naam is voor het eerst geldig gepubliceerd in 1851 door Eversmann.
De soort komt voor in Europa.